# Czempuryt

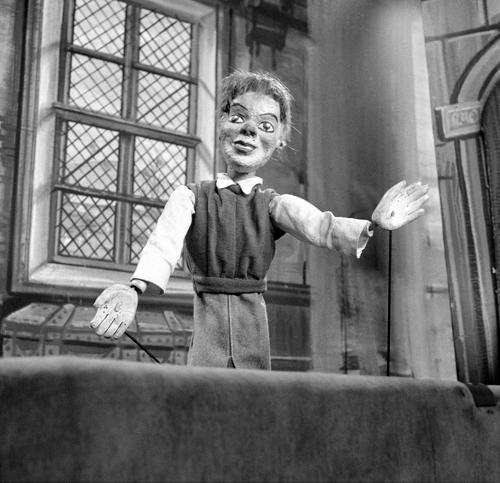
Lalka z czempurytami

Czempuryt – nazwa pręta (drewnianego kijka lub drutu), który w lalkach scenicznych spełnia rolę dźwigni umożliwiającej poruszanie ręką lalki. Czempuryty mogą być widoczne dla widza lub też maskowane, ukryte w różnych częściach kostiumu.